# Castor and Pollux
Castor and Pollux är en bergstopp i Antarktis. Den ligger i Östantarktis. Australien gör anspråk på området. Toppen på Castor and Pollux är 148 meter över havet.
Terrängen runt Castor and Pollux är platt åt nordväst, men åt sydost är den kuperad. Havet är nära Castor and Pollux norrut. Trakten är glest befolkad. Närmaste befolkade plats är Zhongshan Station, 2,6 kilometer norr om Castor and Pollux. 